# Håbo landsfiskalsdistrikt
Håbo landsfiskalsdistrikt var 1918–1964 ett landsfiskalsdistrikt i Uppsala län, bildat när Sveriges indelning i landsfiskalsdistrikt trädde i kraft den 1 januari 1918, enligt beslut den 7 september 1917. Den 1 januari 1965 avskaffades i Sverige samtliga landsfiskaler och landsfiskalsdistrikt, och deras arbetsuppgifter delades upp på de nyskapade indelningarna polisdistrikt, åklagardistrikt och kronofogdedistrikt.
Landsfiskalsdistriktet låg under länsstyrelsen i Uppsala län.

## Ingående områden
När Sveriges nya indelning i landsfiskalsdistrikt trädde i kraft den 1 oktober 1941 (enligt kungörelsen den 28 juni 1941) tillfördes kommunerna Fittja, Giresta, Hjälsta, Holm och Kulla från Lagunda landsfiskalsdistrikt och kommunerna Torsvi och Veckholm från Enköpings landsfiskalsdistrikt. När Sveriges nya indelning i landsfiskalsdistrikt trädde i kraft den 1 januari 1952 (enligt kungörelsen 1 juni 1951) ändrades distriktets omfattning.

### Från 1918
Bro härad:
- Bro och Låssa landskommun
- Stockholms-Näs landskommun
- Västra Ryds landskommun

Håbo härad:
- Håbo-Tibble landskommun
- Håtuna landskommun
- Häggeby landskommun
- Kalmar landskommun
- Skoklosters landskommun
- Yttergrans landskommun
- Övergrans landskommun

Trögds härad:
- Hacksta landskommun
- Husby-Sjutolfts landskommun
- Löts landskommun
- Villberga landskommun

### Från 1 oktober 1941
Bro härad:
- Bro och Låssa landskommun
- Stockholms-Näs landskommun
- Västra Ryds landskommun

Håbo härad:
- Håbo-Tibble landskommun
- Håtuna landskommun
- Häggeby landskommun
- Kalmar landskommun
- Skoklosters landskommun
- Yttergrans landskommun
- Övergrans landskommun

Lagunda härad:
- Fittja landskommun
- Giresta landskommun
- Hjälsta landskommun
- Holms landskommun
- Kulla landskommun

Trögds härad:
- Hacksta landskommun
- Husby-Sjutolfts landskommun
- Löts landskommun
- Torsvi landskommun
- Veckholms landskommun
- Villberga landskommun

### Från 1 januari 1952
- Håbo landskommun
- Lagunda landskommun
- Upplands-Bro landskommun